# Кожушкі (Люблінське воєводство)
Кожушкі (пол. Kożuszki) — село в Польщі, у гміні Мєндзижець-Підляський Більського повіту Люблінського воєводства.
Населення — 273 особи (2011).
У 1975-1998 роках село належало до Білопідляського воєводства.

## Демографія
Демографічна структура станом на 31 березня 2011 року:
|          | Загалом | Допрацездатний вік | Працездатний вік | Постпрацездатний вік |
| -------- | ------- | ------------------ | ---------------- | -------------------- |
| Чоловіки | 143     | 33                 | 93               | 17                   |
| Жінки    | 130     | 40                 | 55               | 35                   |
| Разом    | 273     | 73                 | 148              | 52                   |